# Список Католикосів Кавказької Албанії
Список Католикосів Кавказької Албанії — перелік очільників християнської Церкви Кавказької Албанії, які спочатку носили титули пресвітерів та єпископів, згодом католикосів, з 1815 року — митрополита.

### Єпископи
- Варфоломій (64—68)
- Єлісей (68—79)
- Матфей
- Ісаак
- Карен
- Панд
- Лазар
- Фома (314—330)
- Григор (330—337/338)
- Захарій (339—?)
- Давид
- Іоанн
- Єремія

### Католикоси Албанської православної церкви
- Абасс (551—595)
- Віро (595—629)
- Захарія I (629—644)
- Іоанн I (644—671)
- Ухтанес (671—683)
- Єлиазар (683—689)
- Нерсес I (689—706)

### Католикоси Албанської Апостольської церкви
- Сімеон I (706—707)
- Михайло (707—744)
- Анастасій I (744—748)
- Овсеп I (748—765)
- Давид I (765—769)
- Давид II (769—778)
- Матвій I (778—779)
- Моїсей I (779—781)
- Аарон (781—784)
- Соломон I (784)
- Теодор (784—788)
- Соломон II (788—789)
- Іоанн II (799—824)
- Моїсей II (824)
- Давид III (824—852)
- Йосип II (852—877)
- Самуїл (877—894)
- Ховнан (894—902)
- Сімеон II (902—923)
- Давид IV (923—929)
- Ісаак (929—947)
- Гагік (947—958)
- Давид V (958—965)
- Давид VI (965—971)
- Петро I (971—987)
- Моїсей III (987—993)
- Марк, Йосип III, Марк, Стефан I (993—1079)
- Іоанн III (1079—1121)
- Стефан II (1129—1131)
- Григор I (1139)
- Бежген (1140)
- Нерсес II (1149—1155)
- Стефан III (1155—1195)
- Іоанн IV (1195—1235)
- Нерсес III (1235—1262)
- Стефан IV (1262—1323)
- Петро II (1323—1331)
- Захарія II (1331)
- Давид VII (?)
- Карапет (1402—1420);
- Іоанн V (1426—1428)
- Матвій II (1434)
- Атанас II, Григор II, Іоанн VI (1441—1470)
- Азарія (?)
- Фома (1471)
- Арістакес I (?)
- Стефан V (1476—1477)
- Нерсес IV (1478—1481)
- Шмавон I (1481)
- Аракел (1481—1497)
- Матвій III (1498—1514)
- Арістакес II (1515—1516)
- Сергій I (1554—1559)
- Григор III (1559—1574)
- Петро III (1571)
- Давид VIII (1573)
- Філіп (?)
- Іоанн VII (1574—1584)
- Давид IX (1584)
- Анастасій II (1585)
- Шмавон II (1586—1611)
- Арістакес III (1588)
- Мелкісет Арашеці (1593)
- Сімеон III (1616)
- Петро IV (1653—1675)
- Сімеон IV (1675—1701)
- Єремія Гасан-Джалал (1676—1700)
- Ісая Гасан-Джалал (1702—1728)
- Нерсес V (1706—1736)
- Ісраель (1728—1763)
- Нерсес VI (1763)
- Іоанн VIII (1763—1786)
- Сімеон V (1794—1810)
- Сергій II (1810—1828), з 1815 року — з титулом митрополита